# Bali Aga
Los Bali Aga, Baliaga o Bali Mula son un pueblo indígena de Bali y Karangasem que se consideran los balineses originales. Predominantemente están ubicados en la parte este de la isla, en Karangasem, aunque también se pueden encontrar en las regiones del noroeste y central. 
El pueblo Bali Aga a los que se hace referencia como Bali Pergunungan (balineses de montaña) son las que se encuentran en el pueblo de Trunyan. Para la gente Bali Aga de Trunyan, el término Bali Aga (balinés de montaña) se considera un insulto, con un significado adicional de 'la gente de la montaña que es tonta' o es menos inteligente, porque se encuentran en áreas montañosas que todavía son áreas rurales, por lo que prefieren el término Bali Mula (lit. balinés original) en su lugar.

## Orígenes
Se dice que los habitantes originales de Bali procedían de la aldea de Bedulu mucho antes de la ola de inmigración hindú-javanesa. La leyenda dice que allí vivió el último rey de Pejeng (un antiguo reino balinés), Sri Aji Asura Bumibanten, que tenía poderes sobrenaturales. Podía cortarse la cabeza sin sentir dolor y volver a ponérsela en su sitio. Sin embargo, un día, su cabeza cayó accidentalmente en un río y fue arrastrada por él. Uno de sus sirvientes entró en pánico y decidió decapitar rápidamente a un cerdo y reemplazar la cabeza del rey con la cabeza del animal. Avergonzado, el rey se escondió en una torre alta, negando cualquier visita. Un niño pequeño descubrió el secreto y desde entonces, el rey pasó a ser conocido como Dalem Bedulu, o "El que cambió de cabeza". Otra explicación es que el nombre proviene del nombre Badahulu o 'el pueblo río arriba'. Después del reino de Pejeng, subió al poder, en el siglo XIV, el Imperio hinduista mayapajit.

## Cultura
Los Bali Aga viven principalmente en áreas aisladas de las montañas. Su relativo aislamiento en comparación con los balineses de las tierras bajas habían conservado parte del elemento austronesio original, de forma evidente en la arquitectura Bali Aga. Son seguidores de la secta Indra del hinduismo y rastrean sus vínculos ancestrales con Orissa en la India en lugar de con Java, como la mayoría de los balineses. Entre otras cosas, su exigente derecho consuetudinario determina en cuál de las tres calles de los pueblos pueden vivir y con quién pueden casarse o no.
Los turistas que deseen visitar ciertas aldeas deben tener cuidado con los factores geográficos existentes. Durante la visita, también es importante ser respetuoso con las costumbres locales y observar en silencio su forma de vida, preservada a lo largo del tiempo, que tienen los Bali Aga.
En Tenganan, una villa Bali Aga tradicional, se acepta más fácilmente el turismo y la gente es más amigable. Allí se lleva a cabo una fiesta llamada Udaba Sambah durante los meses de mayo, junio o julio. Incluye duelos ceremoniales conocidos como perang padan o mekare-kare, donde los hombres, con el torso desnudo, luchan entre sí con hojas espinosas de pandanus. Tenganan prohíbe el divorcio y la poligamia, a diferencia de otros pueblos.

## Idioma
Los Bali Aga hablan su propio dialecto del idioma balinés. Se remonta a miles de años y varía de un pueblo a otro; la versión que se habla en el pueblo de Tenganan es diferente de la del pueblo de Trunyan.

## Artesanía de los Bali Aga
Una parte importante de la cultura Bali Aga es la compleja técnica tie-dye de teñido anudado utilizada para hacer el tradicional ikat doble geringsing de Bali. La villa de Tenganan es el único pueblo que todavía produce geringsing.
En el geringsing, tanto los hilos de la urdimbre como los de la trama del algodón se tiñen cuidadosamente y de forma cruzada antes de tejerlos; el patrón terminado solo emerge a medida que se teje la tela. Según el experto textil John Guy, 'el origen del geringsing balinés está lejos de ser claro, aunque algunas telas muestran la inconfundible influencia de la patola', los ikats dobles de seda producidos en Guyarat durante el apogeo del comercio de las especias (siglo XVI-XVII). Muchas de estas telas importadas se convirtieron en la inspiración para los textiles posteriores fabricados localmente, pero una teoría es que las telas balinesas se exportaron a la India y se copiaron allí para su producción en los mercados asiáticos. Muchos tienen motivos hindúes únicos, como una vista de pájaro de un mandala con un centro sagrado desde el cual todo irradia. Otros cuentan con diseños claramente inspirados en la patola, por ejemplo, un diseño conocido como la flor frangipani (jepun). La paleta de geringsing suele ser roja, neutra y negra. Los geringsings se consideran telas sagradas, 'a las que se les atribuyen propiedades sobrenaturales, especialmente para ayudar en diversas formas de curación, incluido el exorcismo'. Gering significa "fallecimiento" y sing significa "no".